# Рифмы и панчи
«Ри́фмы и па́нчи», также часто сокращается до «РиП», — сообщество во «ВКонтакте» и «Telegram» с числом подписчиков более 4,9 миллионов человек во ВКонтакте и 1,2 миллионов человек в Telegram (на июль 2025 года). К началу 2020 года выросло в сеть пабликов, сайт, лейбл Rhymes Music и концертное агентство.
Изначально паблик занимался освещением новостей в музыкальной сфере и релизов, но с 2017 года стал помимо этого постить новостные события в мире, с 2020 года был создан паблик «Рифмы и Музыка» (ранее «RIP»), в котором освещаются только музыкальные новости.

## История
Сообщество было основано в 2011 году Михаилом Паньшином пока тот учился в СПбГУП. До 2013 года паблик был малоактивен и изредка занимался освещением хип-хопа в России. С появлением Versus Battle, который в качестве зрителя часто посещал Паньшин, паблик стал заниматься освещением баттл-рэпа.
В 2016 году был создан новостной сайт «Rhyme.ru», составляющий свой собственный чарт, выпускающий рецензии на новые хип-хоп релизы, освещающие новостые события в музыке, в спорте, в политике, в играх, в науке и другом. С 2020 года сайт заброшен.
С 2017 года паблик начал освещать новости в мире, моде, спорте, политике и остальном. В том же году был основан Telegram-канал «Рифмы и панчи», в котором по большей части транслировались посты из «ВКонтакте». Канал занимает четвёртое место по самым просматриевым новостным каналам в Telegram[период?]. В 2017 году паблик был награждён премией «Золотая Горгулья» в номинации «Музыкальное СМИ».
В 2019 году на конференции VK Content Day от «ВКонтакте» паблик получил награду за успешное развитие проекта.
В 2020 году «ВКонтакте» запустило музыкальные рекомендации от сообществ-кураторов, одним из первых кураторов стали паблики «Родной звук», «Рифмы и панчи» и «Другая музыка». В том же году был основан паблик «RIP», занимающийся освещением лишь музыкальных новостей и новых релизов.
В 2021 стал одним из самых популярных пабликов во «ВКонтакте». В том же году паблик победил в номинации «Музыкальное сообщество года» от VK Музыка, а в 2022 году стал самым посещаемым пабликом за каждый месяц года.

## Критика

### В обществе
Многие подписчики изначально критиковали паблик за освещение новостных событий в мире, говоря, что паблик вовсе перестал постить новые релизы и освещать музыкальные новости. Также паблик часто обвинялся в распространении фейковой и недостоверной информации.

### Моргенштерн
Рэпер Моргенштерн обвинил администрацию паблика в дезинформации и нацизме после постов с просьбой не ездить с таксистами из Таджикистана, сделанных после теракта в «Крокус Сити Холле».